# Potamanthus subcostalis
Potamanthus subcostalis is een haft uit de familie Potamanthidae. De wetenschappelijke naam van de soort is voor het eerst geldig gepubliceerd in 1932 door Navás.
De soort komt voor in het Oriëntaals gebied.